# أحمد إسماعيلي
أحمد إسماعيلي (بالفارسية: احمد اسماعیلی) هو لاعب كرة قدم إيراني. حضر احمد إسماعيلي خلال مسيرته الرياضية في عدة فرق ومنها فريق ناساجي مازانداران لكرة القدم الإيراني.